# Thymelaea broteriana
Thymelaea broteriana är en tibastväxtart som beskrevs av Coutinho. Thymelaea broteriana ingår i släktet sparvörter, och familjen tibastväxter. Inga underarter finns listade i Catalogue of Life.